# 大衛·干沙利斯
大衛·干沙利斯·希拉爾多（西班牙語：David González Giraldo，1982年7月20日—），出生在麥德林，是一名哥倫比亞足球運動員，司職門將，現時效力英冠球會班士利。他懂得多國語言，其中包括英語。

## 球會
干沙利斯的足球生涯在他的家鄉球會麦德林独立展開。其後，他輾轉在卡利和土耳其球會里澤體育效力，亦曾經短暫加盟阿根廷球會颶風隊。
2009年末，干沙利斯前往曼城試訓，並正式簽約加盟。在球季快將結束時，他與其他曼城門將，例如沙伊·基雲和史超活·泰萊同告受傷，只剩下毫無英超經驗的門將根拿·尼爾遜可供使用，因而緊急借用馬頓·富洛普以填補他們的空缺。雖然，他先前在南美洲和土耳其球會總共上陣超過300場職業賽事，但在新制定的25人規定下，他不獲列入曼城在2010/11球季的一隊名單中。然而，他在預備組賽事卻成為正選門將，其表現亦引起不少球會的注視。
2011年1月31日，在轉會市場快將結束時，干沙利斯在列斯聯試訓的表現讓時任領隊西蒙·加利臣印象深刻，其後他被曼城外借至列斯聯效力，直至球季結束。西蒙·加利臣認為他可以推動卡斯柏·舒米高和沙恩·希捷士，帶來額外的競爭，他的加盟同時亦填補了離隊的阿倫·馬田的位置，雖然一直沒有取得上陣機會，但其專業態度獲得領隊及教練團一致讚賞。
2011年夏季多支球隊希望借用干沙利斯，包括英甲的羅奇代爾及，但干沙利斯選擇北上蘇格蘭加盟蘇超球會鴨巴甸，為期6個月，期間上陣14場聯賽及1場盃賽。借用期滿後干沙利斯返回曼城後被放棄，於2012年1月19日加盟英冠球會白禮頓直到球季結束。季後干沙利斯未有獲得白禮頓留用。
2012年8月16日，英冠球會班士利由於首席門將（Luke Steele）受傷，而頂替的又在早前的聯賽盃被罰離場面臨停賽，因此以非合約形式羅致干沙利斯以應付季初的比賽。

## 國際賽
2005年1月15日，干沙利斯在對南韓的賽事中首次代表哥倫比亞處子上陣。

## 外部連結
- （英文）大衛·干沙利斯在National-Football-Teams.com的資料
- （西班牙文）BDFA profile （页面存档备份，存于）
- （土耳其文）Profile at TFF.org （页面存档备份，存于）
- （德文）Profile at transfermarkt.de
- （土耳其文）